# Humble (Lied)
Humble (stilisiert als HUMBLE.) ist ein Lied des US-amerikanischen Rappers Kendrick Lamar. Es erschien im März 2017, avancierte zum weltweiten Millionenseller, Nummer-eins-Hit und gewann unter anderem drei Grammy Awards.

## Entstehung und Veröffentlichung
Geschrieben wurde das Lied vom Interpreten selbst, zusammen mit den Koautoren Asheton Hogan und Mike Williams II (Mike Will Made It). Letztere zeichnete zudem auch für die Produktion verantwortlich. Der Beat wurde von Mike Will Made It geschrieben und war zunächst für Gucci Mane gedacht, wurde jedoch später Lamar gezeigt. Nach der Aufnahme wurde zunächst eine Veröffentlichung auf Mike Will Made Its Debütalbum Ransom 2 vereinbart, welcher schlussendlich den Titel an Lamar gab, um ihn auf seinem kommenden Album zu veröffentlichen.
Die Erstveröffentlichung von Humble erfolgte am 30. März 2017 zunächst als Musikvideo. Einen Tag später folgte die offizielle Singleveröffentlichung bei Aftermath Entertainment und Interscope Records. Diese erschien unter anderem als digitale 2-Track-Single mit zwei verschiedenen Versionen des Liedes (Katalognummer: 00602557606355). Am 14. April 2017 erschien das Lied als Teil von Lamars vierten Studioalbum Damn (Katalognummer: 00602557608717). Humble soll dabei das erste Lied gewesen sein, das für das Album aufgenommen wurde.
Es existieren mehrere Remixes von Humble, darunter von Ne-Yo, der am 3. Mai 2017 veröffentlicht wurde und von Skrillex, der am 22. September 2017 erschien.

## Liveauftritte
Lamar spielte „Humble“ live als Abschluss des Coachella Valley Music and Arts Festival am 23. April 2017. Lamar hat „Humble“ ebenfalls auf der Damn-Tour aufgeführt und spielte das Lied während der MTV Video Music Awards 2017. Des Weiteren trat er im Rahmen seiner besonderen Darbietung in der Halbzeit des College Football Playoff National Championship Game mit "Humble" auf.

## Rezeption

### Rezensionen
Am Tag der Veröffentlichung wurde der Song von Pitchfork zum besten neuen Track gekürt. In der Begründung hieß es: „Humble ist ein knallharter Seitenhieb auf seine Verächter, der in eine unvollkommene Kritik an Schönheitsidealen übergeht.“ Andrew Flanagan von NPR meinte: „Der Song, der weniger eine Erkundung der Reue seitens Lamar als vielmehr eine Anweisung an seine Kollegen ist, greift einen Faden auf, den NPR Music erstmals nach diesem Album-Teaser untersucht hat: Wie der ‚beste Rapper der Welt‘ das Thema Gott, Religion und persönliches Wachstum erforschen könnte.“ Für Alex Young von Consequence of Sound „hat es alle Zutaten einer richtigen Lead-Single: einen von Mike WiLL Made It produzierten Beat, der auf Klavier und 808-Bass, ein Refrain, zu dem man mitsingen kann (‚Sit down/Be humble‘), und Shoutouts an Grey Poupon und den ehemaligen Präsidenten.“ Harriet Gibson schrieb für The Guardian, dass der Song „karg und starr ist, mit knirschenden E-Gitarrenklängen beginnt und von Beats und unheimlichen Klavieranschlägen geleitet wird. Es ist ein Paradebeispiel für seine autoritative Lyrik und seine predigerhafte Botschaft, während die Instrumentierung weit entfernt ist von den komplexen Jazz- und Funk-Klängen von To Pimp a Butterfly […] Tatsächlich hat Humble mehr mit dem Minimalismus von Grime gemeinsam als mit dem Vintage-Stil seiner jüngsten Veröffentlichungen.“
Entertainment Weekly bezeichnete Humble als das beste Lied des Jahres. Rolling Stone hielt ihn für den drittbesten und Billboard für den sechstbesten. Im Jahr 2018 setzte Billboard das Lied auf Platz eins seiner Liste der 20 besten Kendrick-Lamar-Lieder und im Jahr 2021 setzte Rolling Stone es auf Platz acht seiner Liste der 50 besten Kendrick-Lamar-Lieder.

### Preise
| Jahr | Auszeichnung                    | Kategorie                         | Resultat  |
| ---- | ------------------------------- | --------------------------------- | --------- |
| 2017 | MTV Video Music Awards 2017     | Video of the Year                 | Gewonnen  |
| 2017 | MTV Video Music Awards 2017     | Best Hip-Hop Video                | Gewonnen  |
| 2017 | MTV Video Music Awards 2017     | Best Direction                    | Gewonnen  |
| 2017 | MTV Video Music Awards 2017     | Best Choreography                 | Nominiert |
| 2017 | MTV Video Music Awards 2017     | Best Visual Effects               | Gewonnen  |
| 2017 | MTV Video Music Awards 2017     | Best Art Direction                | Gewonnen  |
| 2017 | MTV Video Music Awards 2017     | Best Cinematography               | Gewonnen  |
| 2017 | BET Hip Hop Awards              | Best Hip Hop Video                | Gewonnen  |
| 2017 | BET Hip Hop Awards              | Impact Track                      | Nominiert |
| 2017 | BET Hip Hop Awards              | Single of the Year                | Nominiert |
| 2017 | UK Music Video Awards           | Best Urban Video International    | Nominiert |
| 2017 | UK Music Video Awards           | Best Production Design in a Video | Nominiert |
| 2017 | UK Music Video Awards           | Vevo Must See Award               | Nominiert |
| 2017 | Soul Train Music Awards         | Rhythm & Bars Award               | Nominiert |
| 2017 | American Music Awards           | Favourite Rap/Hip-Hop Song        | Nominiert |
| 2017 | MTV Europe Music Awards         | Best Video                        | Gewonnen  |
| 2018 | NAACP Image Awards              | Outstanding Song                  | Gewonnen  |
| 2018 | Grammy Awards                   | Record of the Year                | Nominiert |
| 2018 | Grammy Awards                   | Best Rap Performance              | Gewonnen  |
| 2018 | Grammy Awards                   | Best Rap Song                     | Gewonnen  |
| 2018 | Grammy Awards                   | Best Music Video                  | Gewonnen  |
| 2018 | iHeartRadio Music Awards        | Hip-Hop Song of the Year          | Nominiert |
| 2018 | Nickelodeon Kids' Choice Awards | Favorite Song                     | Nominiert |
| 2018 | Billboard Music Awards          | Top Hot 100 Song                  | Nominiert |
| 2018 | Billboard Music Awards          | Top Streaming Song (Audio)        | Gewonnen  |
| 2018 | Billboard Music Awards          | Top Rap Song                      | Nominiert |
| 2018 | BET Awards                      | Video of the Year                 | Nominiert |
| 2018 | BET Awards                      | Coca-Cola Viewer's Choice Award   | Nominiert |

### Mediale Verwendung
ESPN und ABC verwendeten das Lied zusammen mit „DNA“ und „Loyalty“ als Titellied für ihre NBA-Playoff-Berichterstattung. In der Premiere der 21. Staffel von South Park, „White People Renovating Houses“, sang eine Figur den Song in einer Parodie. Das Lied ist auch in anderen Fernsehsendungen wie Skam und Black-ish zu hören.[31][32] „Humble“ ist im "YouTube Rewind 2017" zu hören und wurde dort neu abgemischt. ‚Humble‘ ist auch im Soundtrack des Spiels NBA 2k18 zu hören. Der Song wurde von Eminem für den Track "Greatest" auf seinem Album Kamikaze aus dem Jahr 2018 gesampelt. Ein Remix des Songs ist auch im Teaser-Trailer für Shazam! zu hören. Das Lied war im Trailer zur Halbzeitshow des Super Bowl LVI zu hören, wurde aber nicht während der Halbzeitshow aufgeführt.

## Kommerzieller Erfolg

### Chartplatzierungen
Humble avancierte zum Nummer-eins-Hit in Neuseeland und den Vereinigten Staaten. Lamar erreichte hiermit nach Bad Blood (Mai 2015) zum zweiten Mal die Chartspitze der US-amerikanischen Singlecharts, erstmals als Leadmusiker. Es markierte das höchstplatzierte Debüt für einen Hip-Hop-Titel seit Love the Way You Lie (August 2010) von Eminem und Rihanna. Darüber hinaus erreichte das Lied Top-10-Platzierungen in Australien (Rang 2), Portugal (Rang 3), im Vereinigten Königreich (Rang 6), Norwegen und Schweden (je Rang 10).
| ChartsChartplatzierungen       | Höchstplatzierung | Wochen |
| ------------------------------ | ----------------- | ------ |
| Deutschland (GfK)              | 11 (21 Wo.)       | 21     |
| Österreich (Ö3)                | 15 (19 Wo.)       | 19     |
| Schweiz (IFPI)                 | 17 (23 Wo.)       | 23     |
| Vereinigte Staaten (Billboard) | 1 (38 Wo.)        | 38     |
| Vereinigtes Königreich (OCC)   | 6 (28 Wo.)        | 28     |

| ChartsJahrescharts (2017)      | Platzierung |
| ------------------------------ | ----------- |
| Deutschland (GfK)              | 99          |
| Schweiz (IFPI)                 | 82          |
| Vereinigte Staaten (Billboard) | 4           |
| Vereinigtes Königreich (OCC)   | 47          |

### Auszeichnungen für Musikverkäufe
Humble verkaufte sich laut Schallplattenauszeichnungen weltweit über 12,5 Millionen Mal. Es verkaufte sich alleine in den Vereinigten Staaten über sieben Millionen Mal, davon über 111.000 Mal in der ersten Verkaufswoche.
| Land/Region                  | Auszeichnungen für Musikverkäufe (Land/Region, Auszeichnung, Verkäufe) | Verkäufe   |
| ---------------------------- | ---------------------------------------------------------------------- | ---------- |
| Australien (ARIA)            | 14× Platin                                                             | 980.000    |
| Belgien (BRMA)               | Platin                                                                 | 30.000     |
| Brasilien (PMB)              | 3× Platin                                                              | 120.000    |
| Dänemark (IFPI)              | 2× Platin                                                              | 180.000    |
| Deutschland (BVMI)           | 3× Gold                                                                | 600.000    |
| Finnland (IFPI)              | 4× Platin                                                              | 160.000    |
| Frankreich (SNEP)            | Diamant                                                                | 333.333    |
| Griechenland (IFPI)          | 2× Platin                                                              | 40.000     |
| Italien (FIMI)               | 2× Platin                                                              | 100.000    |
| Kanada (MC)                  | Diamant                                                                | 800.000    |
| Neuseeland (RMNZ)            | 10× Platin                                                             | 300.000    |
| Österreich (IFPI)            | 2× Platin                                                              | 60.000     |
| Polen (ZPAV)                 | 3× Platin                                                              | 150.000    |
| Portugal (AFP)               | 6× Platin                                                              | 60.000     |
| Schweden (IFPI)              | Platin                                                                 | 40.000     |
| Spanien (Promusicae)         | Platin (Skrillex Remix)                                                | 60.000     |
| Vereinigte Staaten (RIAA)    | 7× Platin                                                              | 7.000.000  |
| Vereinigtes Königreich (BPI) | 3× Platin                                                              | 1.900.000  |
| Insgesamt                    | 1× Gold · 62× Platin · 2× Diamant ·                                    | 12.803.333 |

Hauptartikel: Kendrick Lamar/Auszeichnungen für Musikverkäufe